# تيفاني ستانسبيري
تيفاني ستانسبيري (بالإنجليزية: Tiffany Stansbury)‏ مواليد 16 يناير 1983 في فيلادلفيا، هي لاعبة كرة سلة أمريكية. بدأت مسيرتها الاحترافية في سنة 2006. تم اختيارها من قبل فريق هيوستن كومتز خلال الدرافت. اعتزلت اللعب في 2010.

## المسيرة الاحترافية
لعبت مع لوس أنجلوس سباركس في سنة 2006، ثم لعبت مع مينيسوتا لينكس في سنة 2007، ثم لعبت مع لوس أنجلوس سباركس في سنة 2010.

## روابط خارجية
- تيفاني ستانسبيري على موقع الاتحاد الوطني لكرة السلة النسائية (الإنجليزية)
- تيفاني ستانسبيري على موقع كرة السلة الأوروبية.كوم (الإنجليزية)
- تيفاني ستانسبيري على موقع كلية كرة السلة في سبورتس رفرنس.كوم (الإنجليزية)
- تيفاني ستانسبيري على موقع بروبوليرز (الإنجليزية)
- تيفاني ستانسبيري على موقع سبورتس رفرنس (الإنجليزية)